# Філіп Гальстенссон
Філіп Гальстенссон (швед. Filip Halstensson; ? — 1118) — король Швеції в 1105–1118 роках.

## Життєпис
Походив з династії Стенкілів. Син Гальстена Стенкілссона, короля Швеції. Про молоді роки відомо замало. Після смерті свого дядька Інґе I разом зі своїм братом став королем.
Відповідно до саги про Герварар, він правив недовго і був одружений з Інгегерд Гаральдсдоттер, дочкою Єлизавети Ярославни та Гаральда ІІІ Суворого, норвезького короля, засновника міста Осло.
У своїй політиці слідував зміцненню королівської влади та християнства в країні. Помер у 1118 році.  Філіп, ймовірно, був похований разом зі своїм братом Інґе І Старший в абатстві Врета (монастир і церква Врета) у Лінчепінг

## Родина
Дружина — Інгігерд Гаральдсдоттер, внучка Ярослава Мудрого та Інгігерди Шведської, донька Єлизавети Київської та Гаральда III Суворого, короля Норвегії.